# ناوكي كاوانو
ناوكي كاوانو (بالكانا:かわの なおき) هو طبال وممثل ياباني، ولد في 22 فبراير 1982 في اليابان.

## وصلات خارجية
- ناوكي كاوانو على موقع IMDb (الإنجليزية)
- ناوكي كاوانو على موقع قاعدة بيانات الفيلم (الإنجليزية)